# Instituto Carlos III-Juan March
El Instituto Carlos III-Juan March (IC3JM) es un centro de investigación y de posgrado en ciencias sociales creado en diciembre de 2013. Es un Instituto mixto financiado por la Fundación Juan March y la Universidad Carlos III de Madrid, con sede en el edificio Carmen Martín Gaite del campus de Getafe de la UC3M. El IC3JM ha integrado al personal académico, actividades, programas y biblioteca del antiguo Centro de Estudios Avanzados en Ciencias Sociales (CEACS) del Instituto Juan March. El CEACS fue establecido en 1987 y, durante más de 25 años, ofreció un Máster en Ciencias Sociales para estudiantes españoles y un programa de becas de cuatro años para la realización del máster y una tesis doctoral.
Varios de los doctores que formaban parte del Instituto Juan March son ahora reconocidos académicos a nivel internacional. Entre ellos se encuentran Pablo Beramendi (Universidad de Duke), Víctor Lapuente (Universidad de Gotemburgo), Laura Morales (Sciences Po), Luis de la Calle (CIDE, México), Laia Balcells (Georgetown University, Washington D. C.), Rubén Ruiz Rufino (King’s College), Dídac Queralt (Yale University) y Ferran Martínez (Universidad de Griffith). En España, la lista es extensa, con numerosos nombres que representan a destacados politólogos y sociólogos de su generación. Como resultado de este programa, se han defendido un total de 95 tesis doctorales.